# Bazki (obwód wołgogradzki)
Bazki (ros. Базки) – chutor w Rosji, w obwodzie wolgogradzkim, w rejonie sierafimowickim. W 2010 liczył 280 mieszkańców.